# Aymon, greve af Savoyen
Aymon, greve af Savoyen (født 15. december 1291 i Chambéry, død 22. juni 1343 i Montmélian); kendt som Aymon den fredelige, var greve af Savoyen fra 1329 til 1343.
Aymon var søn af Amadeus 5., greve af Savoyen, og han blev far til Amadeus 6. greve af Savoyen.
Aymon blev forfader til Sardiniens konger i 1730–1861 og til Italiens konger i 1861–1946.
 Der er for få eller ingen kildehenvisninger i denne artikel, hvilket er et problem. Du kan hjælpe ved at angive troværdige kilder til de påstande, som fremføres i artiklen.